# منزل حبيبي
منزل حبيبي (بالفارسية: خانه حبیبی) هو منزل تاريخي يعود إلى عصر القاجاريون، ويقع في خوانسار.